# 拉克卢塔县
拉克卢塔县是东帝汶民主共和国维克克区的一个县，  2004年人口统计是，该县人口为5,187。该县面积416.54平方公里，2010年人口普查时时人口为5853，县治位于Dilor。